# Семеновский, Дмитрий Дмитриевич
Дмитрий Дмитриевич Семеновский (род. 7 ноября 1945, Горький, РСФСР, СССР) — советский и российский дирижёр, хормейстер, концертмейстер, пианист, педагог и общественный деятель, заслуженный артист Российской Федерации.
В настоящее время — главный хормейстер московского Мужского камерного хора под руководством В. М. Рыбина, концертмейстер и хормейстер Мужского хора МИФИ, преподаватель Академического музыкального колледжа при Московской государственной консерватории имени П. И. Чайковского.

## Биография
Родился 7 ноября 1945 года в Горьком.
В 1952—1959 гг. учился в Горьковской хоровой капелле мальчиков, в 1960—1964 гг. — в Горьковском музыкальном училище в классе хорового дирижирования А. А. Олешкевич
В 1964—1967 гг. проходил воинскую службу в рядах Вооруженных сил СССР
В 1967—1972 гг. студент Московской государственной консерватории им. П. И. Чайковского
В 1972 году окончил Московскую государственную консерваторию им. П. И. Чайковского по классу хорового дирижирования Е. С. Тытянко, хоровой класс проф. В. Г. Соколова. Дипломная работа «Методические основы вокально-хоровой работы в Государственном академическом русском хоре СССР» (М., 1972) — один из двух уникальных теоретических трудов современников (наряду с кандидатской диссертацией А. А. Юрлова), посвященных репетиционной работе А. В. Свешникова.
С 1972 г. — н.в. дирижёр, хормейстер, концертмейстер в профессиональных и любительских хоровых коллективах СССР и Российской Федерации

## Творческая деятельность
- 1972—1987 гг. — хормейстер, концертмейстер Государственного московского хора под управлением В. Г. Соколова
- 1987—1993 гг. — дирижёр, концертмейстер Республиканской хоровой капеллы им. А. А. Юрлова
- 1993—2000 гг. — дирижёр-хормейстер Государственного академического русского хора им. А. В. Свешникова

С 2000 г. — н.в. главный хормейстер московского Мужского камерного хора под руководством В. М. Рыбина.
С 2002 г. — н.в. концертмейстер и хормейстер Мужского хора МИФИ

## Некоторые вехи работы с коллективами и достижения
Начиная с 1972 года и по настоящее время вместе с коллективами посетил с гастролями более 200 городов СССР и Российской Федерации, выступал в Австрии, Болгарии, Германии, Греции, Израиле, Нидерландах, Польше, Румынии, США, Франции, Швейцарии.
Помимо хормейстерской и дирижёрской деятельности аккомпанирует коллективам, а также осуществляет обработку и переложение музыкальных произведений для их репертуара.
В 1965 г. награжден юбилейной медалью «Двадцать лет Победы в Великой Отечественной войне 1941—1945 гг.»
В 1988 г. награждён нагрудным знаком Министерства культуры СССР «За отличную работу».
В апреле 2009 г. Указом президента Российской Федерации от 24.04.2009 № 452 «О награждении государственными наградами Российской Федерации» за заслуги в области искусства присвоено почетное звание «Заслуженный артист Российской Федерации».
В декабре 2015 г. приказом Департамента культуры г. Москвы от 09.12.2015 № 540/ОД награжден Почетной грамотой Департамента культуры г. Москвы за вклад в развитие культуры г. Москвы и многолетний добросовестный труд.
В июле 2016 г. вместе с Мужским хором МИФИ принял участие в IX Всемирных Хоровых Играх, в которых Мужской хор МИФИ получил звание чемпиона в категории мужских хоров (золотая медаль, 82,75 балла) и золотую медаль в категории фольклорного пения а капелла (88,63 балла, второй результат в категории).
В 2018 г. награжден Почетным орденом "100 лет Ленинскому комсомолу"
В 2020 г. награжден юбилейной медалью «75 лет Победы в Великой Отечественной войне 1941—1945 гг.»
В ноябре 2020 г. приказом Департамента культуры г. Москвы от 16.11.2020 № 605/ОДК награжден Почетной грамотой Департамента культуры г. Москвы за большой вклад в развитие культуры г. Москвы и многолетнюю творческую деятельность.

### Сборники
- Хоры из опер М. Глинки (1984)
- Хоры из опер П. Чайковского (1985)
- Хоры русских и советских композиторов на слова А. Пушкина (1986)
- Избранные хоры М. Балакирева (1986)
- Избранные хоры А. Бородина (1987)
- Старинные русские вальсы в обработке для смешанного хора (1987, 2005)
- Избранные хоры М. Глинки (1988)
- Избранные хоры Э. Направника (1990)
- Хоры русских и советских композиторов на слова М. Лермонтова (1991)
- Хоровые сочинения русских композиторов. В 5 выпусках: 
  - Выпуск 1: Однородные хоры без сопровождения (2017);
  - Выпуск 2: Смешанные хоры без сопровождения (2017);
  - Выпуск 3: Женские хоры в сопровождении фортепьяно (2018);
  - Выпуск. 4: Мужские хоры в сопровождении фортепьяно (2019);
  - Выпуск 5: Смешанные хоры в сопровождении фортепьяно (2019).

### Методические работы
Хрестоматия по чтению хоровых партитур для средних специальных учебных заведений в 5 выпусках
Выпуск I, совместно с М. В. Королёвой (2005); 
Выпуск II, совместно с О. И. Романовой (2005); 
Выпуск III, совместно с О. И. Романовой (2008); 
Выпуск IV, совместно с О. И. Романовой (2010); 
Выпуск V, совместно с О. И. Романовой (2012).

### Книги
Жизнь в хоровом искусстве. Посвящение «патриарху русского хорового искусства» В. Г. Соколову совместно с И. Ю. Мякишевым (2011 г.). В книгу вошли уникальные материалы: очерки жизни и творчества маэстро, статьи и воспоминания самого В. Г. Соколова, его интервью, посвященные проблемам хорового исполнительства, а также статьи и воспоминания о В. Г. Соколове его коллег, людей, близко знавших музыканта, знатоков и почитателей его творчества. Многие материалы опубликованы впервые.

## Преподавательская деятельность
С 1983 года — н.в. преподаватель чтения хоровых партитур в Академическом музыкальном колледже при МГК им. П. И. Чайковского.

## Общественная деятельность
Учредитель именной премии для учащихся Нижегородского хорового колледжа им. Л. К. Сивухина, ежегодного вручаемой лучшим капелланам старших классов.

## Интересные факты
В 2003 г. имел вместе с Мужским хором МИФИ «ядерный успех», выступая в Вене на открытии 47 Генеральной конференции Международного агентства по атомной энергии (МАГАТЭ)
В 2006 г. повторил с Мужским хором МИФИ «ядерный успех», выступая в Вене на открытии 50 Генеральной конференции МАГАТЭ. Как отмечали центральные СМИ, конференцию «открыли не скучной речью, а русской песней. Мужской хор МИФИ пел так хорошо, что о повестке дня почти забыли».
В 2014 г. сыграл на рояле с президентом Российской Федерации В.В. Путиным песню «Московские окна» во время визита президента в Национальный исследовательский ядерный университет «МИФИ»